# Jerell Adams
Jerell D. Adams (Pinewood, 31 dicembre 1992) è un giocatore di football americano statunitense che milita nel ruolo di tight end per gli Houston Texans della National Football League (NFL).

## Carriera

### New York Giants
Al college, Shepard giocò a football con i South Carolina Gamecocks dal 2012 al 2015. Fu scelto nel corso del sesto giro (184º assoluto) del Draft NFL 2016 dai New York Giants. Debuttò come professionista nella gara del secondo turno contro i New Orleans Saints. Il suo primo touchdown lo segnò nella settimana 10 contro i Cincinnati Bengals su un passaggio da 10 yard di Eli Manning. La sua stagione da rookie si concluse con 16 ricezioni per 122 yard in 13 presenze, due delle quali come titolare.

### Houston Texans
Nel 2018 Adams firmò con gli Houston Texans.

## Statistiche
| Partite totali      | 13  |
| Partite da titolare | 2   |
| Ricezioni           | 16  |
| Yard ricevute       | 122 |
| Touchdown           | 1   |

Statistiche aggiornate alla stagione 2016